# Манојло II Цариградски
Манојло II Цариградски (грч. Μανουήλ; умро 3. новембра 1254) био је васељенски патријарх Цариграда од око 1243. до 1254. године. Због латинске окупације Цариграда (1204–1261), Манојло II је боравио у привременој византијској престоници у Никеји. Радио је у тесној сарадњи са византијским царем Јованом III Дуком Ватацом, посебно у преговорима о могућем уједињењу са Латинском црквом. Године 1249, Манојло II је вероватно био укључен у делегацију папе Иноћентија IV, коју је предводио фрањевачки фратар Јован Пармски, која је стигла у привремено патријаршијско седиште у Нимфеју 1249. и до 1250. године тамо расправљала о Филиоквеу против православног портпарола Нићифора Влемида. Делегација папе вратила му се са белешком патријарха која је подстицала на јединство под Христом као јединим поглаваром Цркве, избегавајући термин „Велики раскол“ и позивајући се само на „раздвајање“ цркава. Године 1253, цар и Манојло II послали су изасланике папи Иноћентију IV да формалније разговарају о црквеној унији, обнављајући ове преговоре. Преговори су вођени у Перуђи и изгледа да су постигли извесну сагласност, при чему је Иноћентије признао искреност жеље Православне цркве за унијом. Упркос континуираном неслагању око тумачења Филиокве у Никејском симболу вере, преговори су се наставили, што је резултирало почетном понудом формалног признања Грчке патријаршије. Међутим, након 1254. године није постигнут даљи напредак, јер су архитекте сагласности – папа Иноћентије IV, цар Јован III Дука Ватац и патријарх Манојло II – сви умрли у року од неколико месеци, а подстицај је изгубљен.
Године 1247–1248. писао је Јерменском краљевству Киликије Хетуму I и Католикосу у вези са њиховим односима са Византијском црквом, а у јулу 1250. саставио је низ одговора на канонска питања. Године 1253–1254. добио је свечано уверавање, под претњом осуде, од регента Михаила VIII Палеолога, да неће ковати интриге против цара Никеје, Теодора II Ласкариса (1254–1258); а почетком 1254. упутио је писмо цару у којем га је упутио о његовим дужностима.
Манојло је, пре свог патријаршије, заузимао положај протопапе међу свештеницима византијског двора, који је потом био установљен у Никеји. Познат као човек побожности и светости, „иако ожењен“, Акрополит кисело коментарише да је био човек „који није имао искуства са писмима, нити је био у стању да одгонетне значење онога што је читао“. Три Сентентике Синодале патријарха Манојло II дате у Jus Graeco-Romanum несумњиво припадају овом патријарху.
Смрт Манојла II је јасно утврђена као два месеца пре смрти цара Јована III Дуке Ватаца, 30. октобра 1255. године. Трајање његове патријаршије одредио је Нићифор Калист Сантопулос на једанаест година. Георгије Акрополит и Сантопулос сугеришу да је престо био упражњен „неколико година“ пре него што је Манојло именован (1240–1243). Стога је релативно сигурно да је Манојло II умро на дужности те године, 3. новембра 1254. године.